# Маргарет
Маргарет (англ. Margaret) — женское личное имя в английском языке (и в некоторых других языках германской группы); аналог русского имени греческого происхождения Маргарита.
В Англии используется с XI века, оставаясь популярным на протяжении всего Средневековья; однако его частотность упала между XVI и XVIII веками. В США в 1903 году оно оказалось на втором месте (сегодня 13-е).
В западноевропейских языках существует множество уменьшительных производных: Мэгги, Мэджи, Марга, Марго, Дейзи, Грета, Гретель, Гретхен, Пегги, Рита.
Католические именины (в честь св. Маргариты Антиохийской) — 20 июля. В православии эту святую зовут Марина и её день отмечается 30 июля.